# Gregory Hines
Pour les articles homonymes, voir Hines.
Gregory Hines, de son vrai nom Gregory Oliver Hines, né le 14 février 1946 à New York, (État de New York, États-Unis), et mort le 9 août 2003 à Los Angeles, (Californie, États-Unis), est un acteur et danseur de claquettes canado-américain.
Il a notamment joué dans Cotton Club (1984), dans Deux Flics à Chicago aux côtés de Billy Crystal en (1986) et dans White Nights - Soleil de nuit aux côtés de Mikhail Baryshnikov.

## Biographie
Gregory Hines et son frère ainé ont commencé à danser dès leur plus jeune âge, notamment avec le chorégraphe Henry Letang. Avec leur père, ils étaient connus sous le nom « The Hines Kids », plus tard en tant que « The Hines Brothers » et enfin en 1963 « Hines, Hines and Dad ».
Gregory Hines joue en tant que chanteur vedette et musicien dans le groupe de rock Severance en 1975/1976, basé à Venice, Californie. Severance était en résidence au club nommé « Honky Hoagies Handy Hangout », plus connu sous le nom de « 4H Club ».
Gregory Hines fait ses débuts à Broadway avec son frère dans The Girl in Pink Tights en 1954. Il est nommé aux Tony Awards pour Eubie en 1992, Comin' Uptown en 1980 et Sophisticated Ladies en 1981. Il gagne un Tony Award et un Drama Desk Award pour Jelly's Last Jam en 1992 et un Theatre World Award pour Eubie.
Hines était le premier admirateur de Sammy Davis, Jr.. Ce dernier lui aurait dit de poursuivre là où il s'en irait alors qu'il était mourant en 1990.
Gregory Hines meurt d'un cancer du foie à Los Angeles le 9 août 2003. Il était alors fiancé à Negrita Jayde.

## Filmographie

### Cinéma
- 1981 : La Folle Histoire du monde de Mel Brooks : Josephus
- 1981 : Wolfen de Michael Wadleigh : Whittington
- 1984 : Cotton Club de Francis Ford Coppola : Sandman Williams
- 1984 : Les Muppets à Manhattan de Frank Oz : Roller Skater
- 1985 : Soleil de nuit de Taylor Hackford : Raymond Greenwood
- 1986 : Deux Flics à Chicago de Peter Hyams : Ray Hughes
- 1988 : Saïgon, l'enfer pour deux flics de Christopher Crowe : Albaby Perkins
- 1989 : Tap de Nick Castle : Max Washington
- 1991 : L'Ange de la destruction de Duncan Gibbins : Le colonel Jim McQuade
- 1991 : Rage in Harlem de Bill Duke : Goldy
- 1994 : Opération Shakespeare de Penny Marshall : Le sergent Cass
- 1995 : Où sont les hommes ? de Forest Whitaker : Marvin King
- 1996 : Good Luck de Richard LaBrie : Bernard 'Bern' Lemley
- 1996 : Mad Dogs de Larry Bishop : Jules Flamingo
- 1996 : La Femme du pasteur de Penny Marshall : Joe Hamilton
- 1999 : The Tic Code de Gary Winick : Tyrone Pike
- 2000 : Ce que je sais d'elle... d'un simple regard : Robert
- 2000 : Once in the Life de Laurence Fishburne: Ruffhouse

### Télévision

#### Séries télévisées
- 1985 : Histoires fantastiques : Falsworth (saison 1 épisode 6)
- 1997 : The Gregory Hines Show : Ben Stevenson
- 1999-2000 : Will et Grace : Ben Doucette
- 2003 : New York, police judiciaire : Carl Halpert (saison 13 épisode 16)
- 2003 : Lost at Home : Jordan King

#### Téléfilms
- 1991 : La cavale de T Bone et Weasel : T Bone
- 1991 : L'Ombre du passé : Len Madison Jr.
- 1994 : Dead Air : Mark Jannek / Jim Sheppard
- 1995 : A Stranger in Town : Barnes
- 1996 : The Cherokee Kid (en) de Paris Barclay : Jedediah Turner
- 1997 : La couleur de la justice : Le révérend Walton
- 2000 : Who Killed Atlanta's Children? : Ron Larson
- 2001 : Bojangles : Bojangles
- 2002 : The Red Sneakers : Zeke

#### Séries animées
- 1999-2003 : Bill junior : Big Bill